# Farhad Safinia
Farhad Safinia (perski: فرهاد صفی‌نیا Farhād Safīnīyā, ur. 3 maja 1975 w Teheranie) – irańsko-amerykański scenarzysta i producent filmowy. Najbardziej znany z filmu Apocalypto (2006) i serialu telewizyjnego Boss.